# کسل وارد
کسل وارد (انگلیسی: Castle Ward) یا قلعهٔ وارد یک قلعه ساخته شده در قرن ۱۸ است که هم‌اکنون در اختیار نشنال تراست قرار دارد. این قلعه در نزدیکی روستای استرنگفورد در کانتی داون ایرلند شمالی واقع شده است.
کسل وارد برای بازدید عموم باز است. این مجموعه شامل ۳۳۲ هکتار باغ، بنای قلعه، خشکشویی مربوط به زمان ملکه ویکتوریا، تئاتر، رستوران و آسیاب است. از سال ۱۹۸۵ تا سال ۲۰۱۰ این قلعه در تابستان‌ها میزبان اپرای کسل‌وارد نیز بود.

## نگارخانه

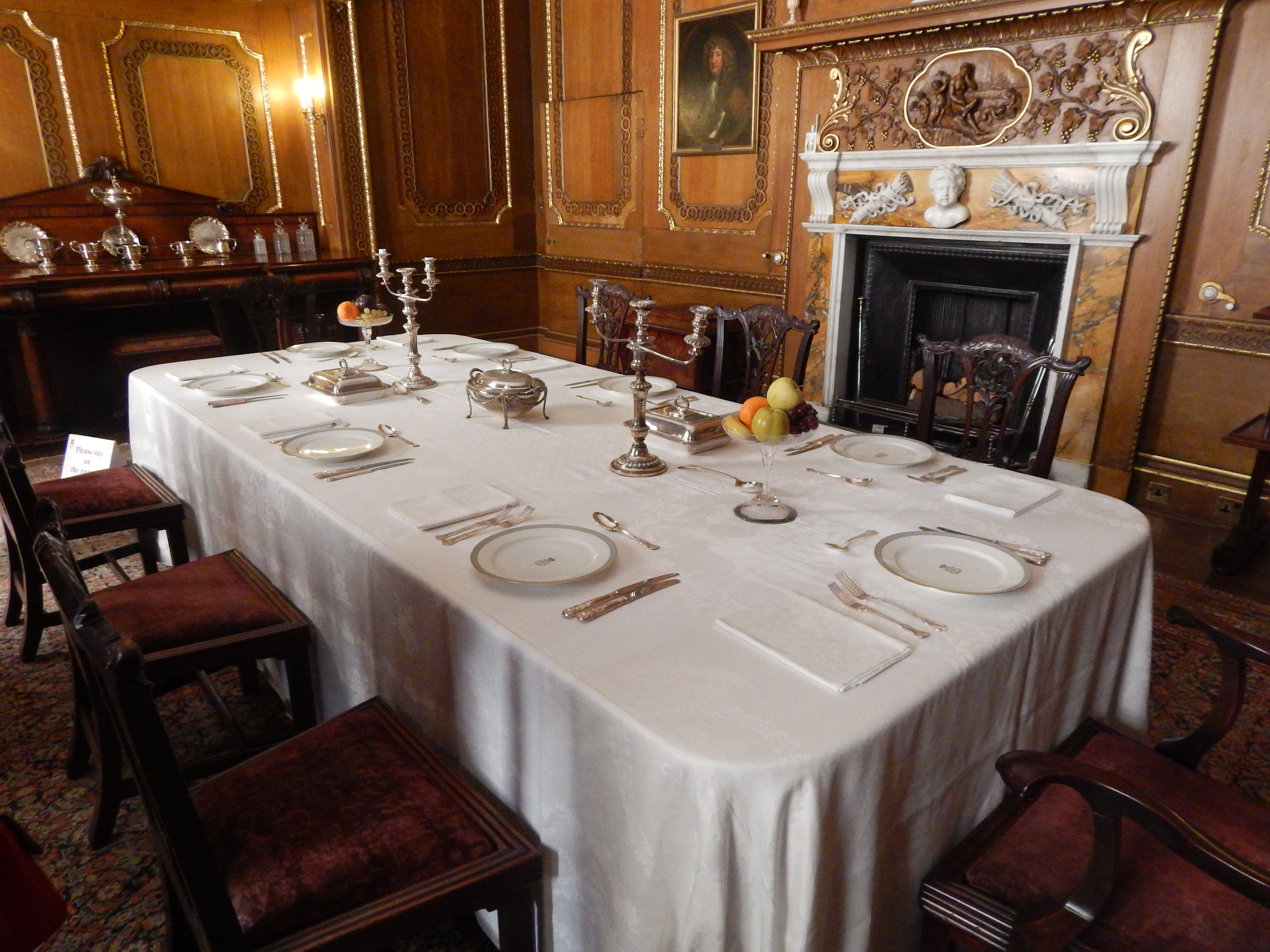
اتاق ناهارخوری
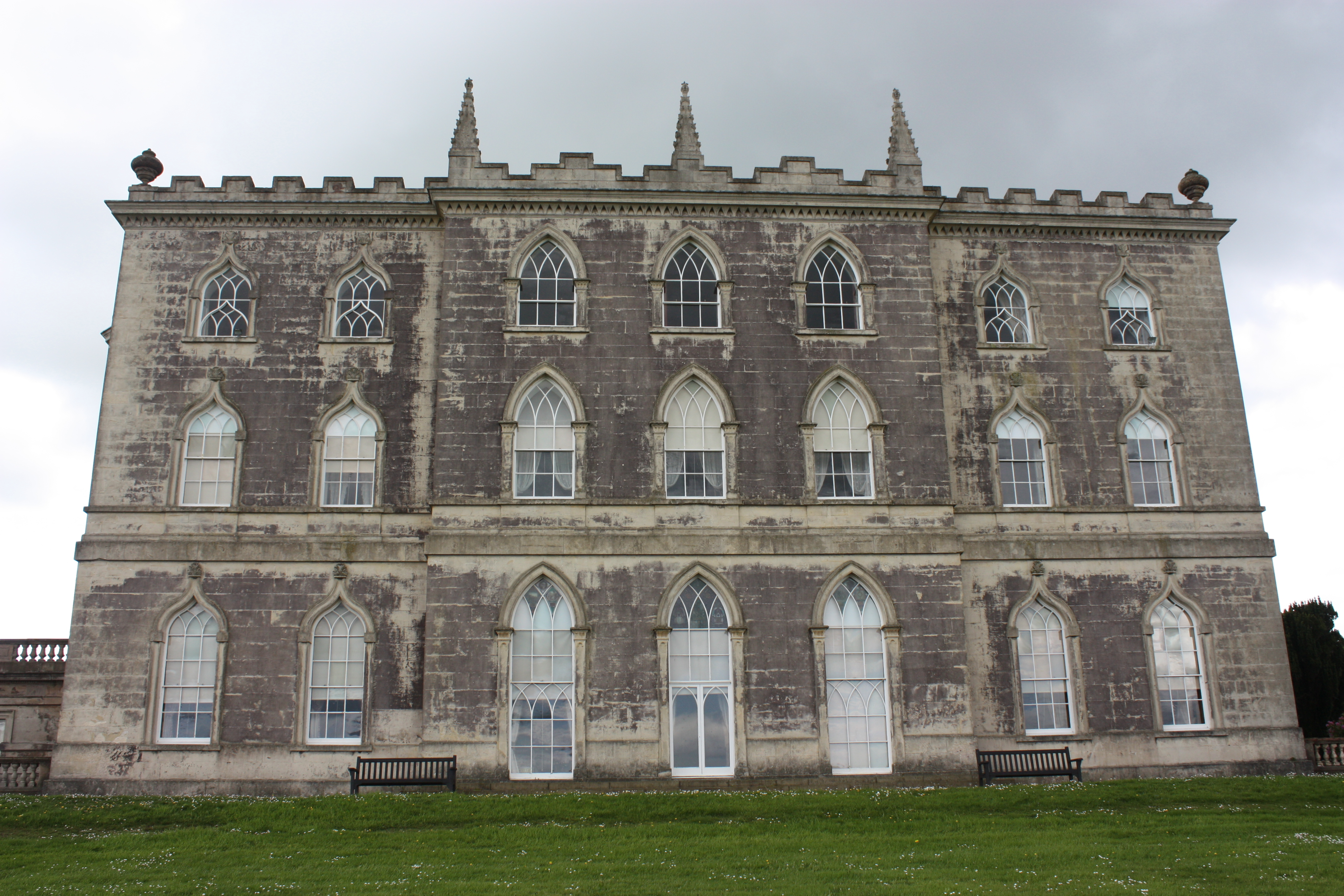
نمای بیرونی ضلع شمال شرقی
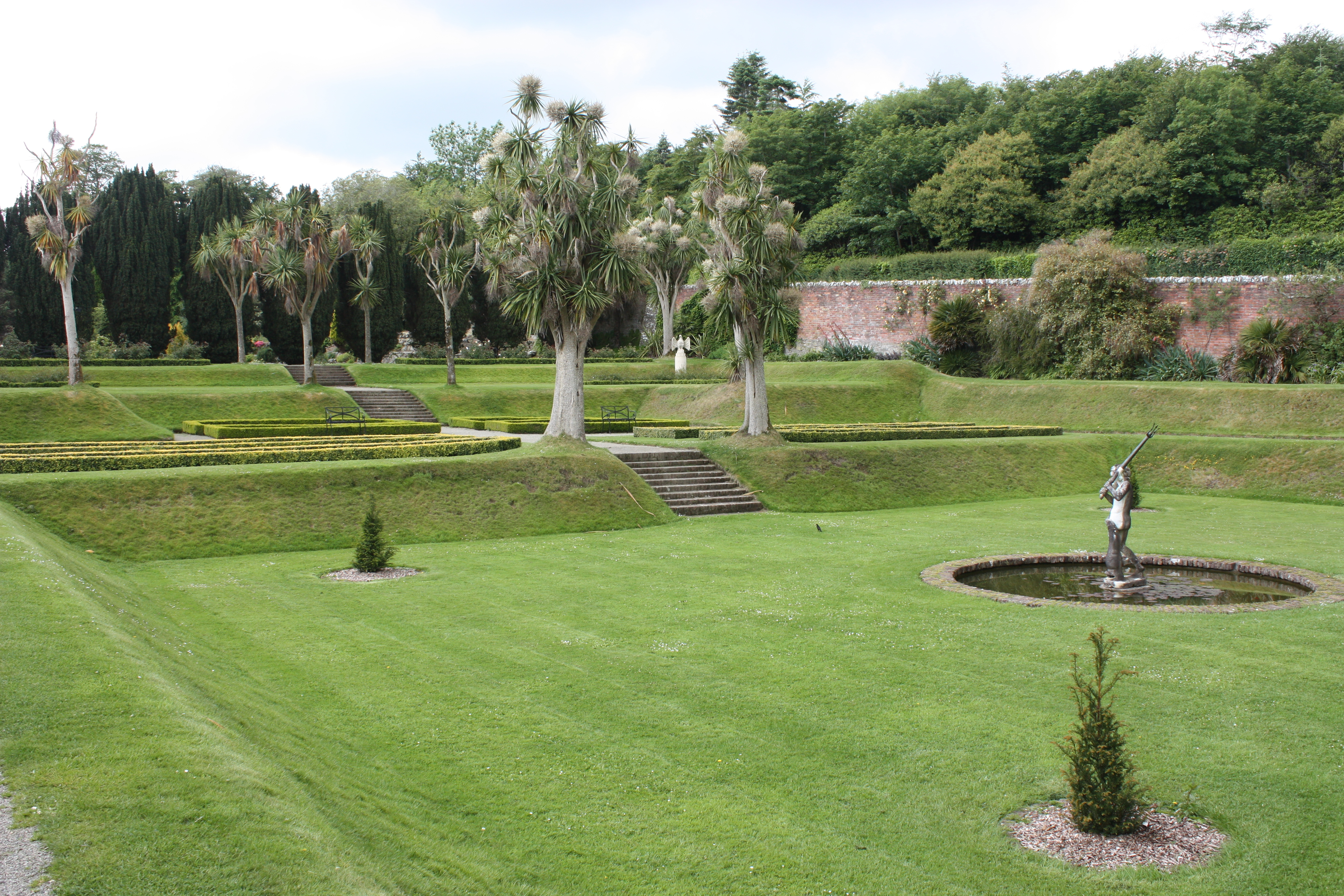
باغ محصور، ژوئن ۲۰۱۱
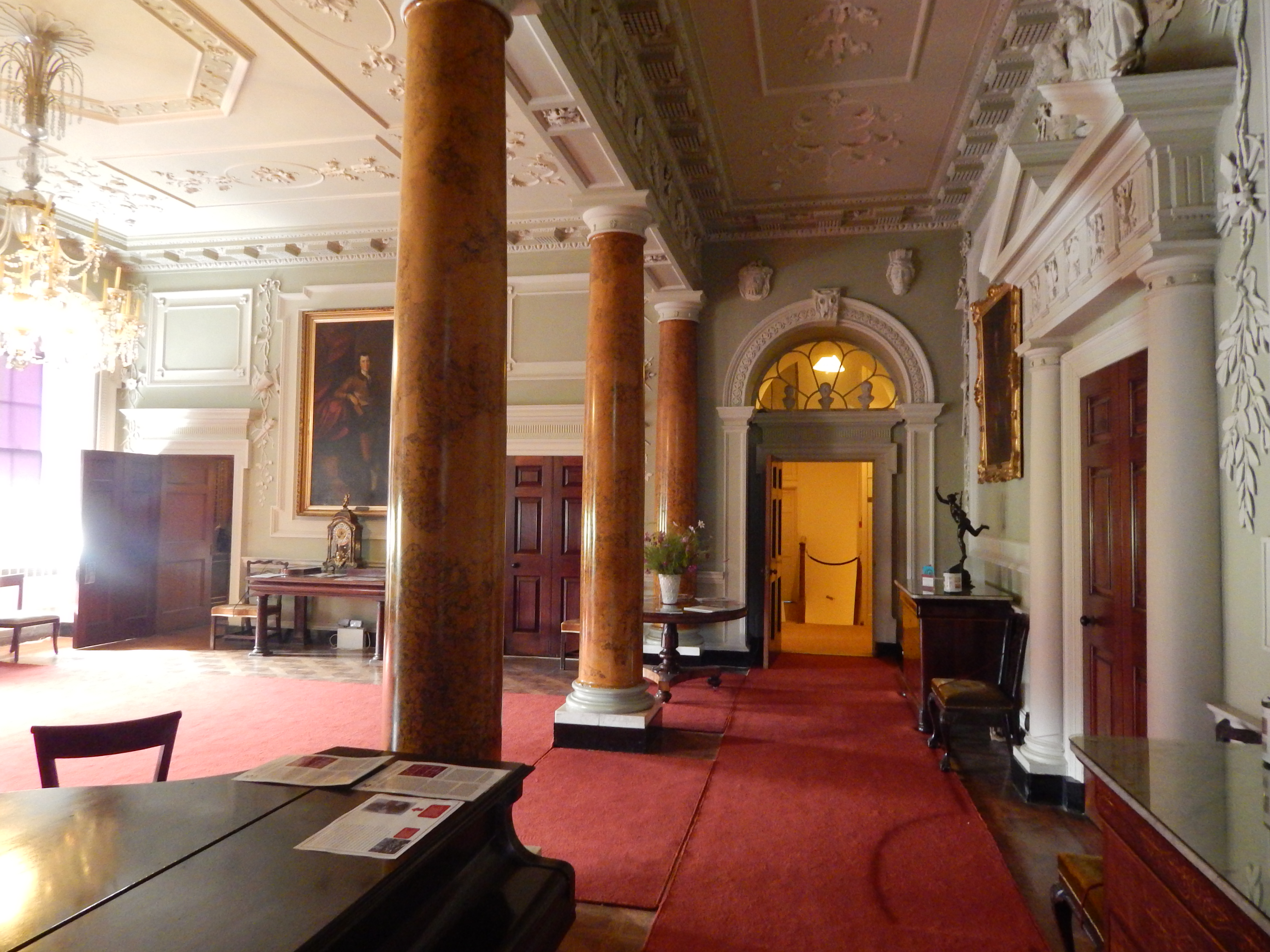
راهروی بزرگ ورودی جلو